# Solbjerg
Solbjerg est une localité du Danemark, située dans la banlieue sud de la ville d'Aarhus. Elle fait partie de la commune d'Aarhus (Aarhus Kommune en danois).
Sa population était de 3 446 habitants en 2013.
C'est la ville de naissance de l'actrice Anna Karina.